# Cyprian (Referendar)
Cyprianus war ein im frühen 6. Jahrhundert wirkender spätantiker Beamter am gotischen Königshof Theoderichs des Großen.
Cyprianus stammte aus einer italischen Familie, die sich aber schon in den Dienst Odoakers und dann Theoderichs gestellt hatte. Sein Vater und Bruder hießen beide Opilio, seine Söhne sprachen neben Latein auch Gotisch.
Nachdem er zunächst militärische Dienste geleistet hatte, wurde er von Theoderich zum referendarius berufen. Seine Aufgabe bestand darin, Petitionen und Eingaben zum König in geordneter und kommentierter Form weiterzuleiten, womit er einen direkten Zugang zum Herrscher und erheblichen Einfluss besaß.
In dieser Funktion war Cyprianus Ausgangspunkt einer folgenschweren politischen Affäre am gotischen Königshof. Cyprianus hatte ca. 522/523 Korrespondenz des bekannten und einflussreichen Senators Flavius Albinus iunior abgefangen. Der genaue Inhalt der Briefe des Albinus an den oströmischen Kaiser Justin I. ist nicht bekannt; es mag sich um kirchenpolitische Fragen und die gotische Thronfolge gehandelt haben. Der Inhalt war jedenfalls brisant genug, dass Cyprianus den Senator Albinus vor Theoderich beschuldigen konnte, gegen die Interessen des Königs gehandelt zu haben, was auf Hochverrat hinauslief. Theoderichs magister officiorum Boethius, ein Gelehrter und wie Albinus aus vornehmer Familie stammend, stellte sich schützend vor den Angeklagten, wobei er aber wenig politisches Fingerspitzengefühl bewies. Boethius versteifte sich auf die Aussage, dass, wenn Albinus schuldig sei, dies auch für ihn und den ganzen Senat gelten würde. Cyprianus war nun gezwungen, wollte er nicht sein Gesicht und damit Einfluss verlieren, die Vorwürfe auf den prominenten Boethius auszuweiten, der gar nicht das Ziel der ursprünglichen Anklage gewesen war. Das Resultat war die Verurteilung des Boethius durch ein Senatsgericht und seine 524/526 vollzogene Hinrichtung; Albinus wird vermutlich das gleiche Schicksal ereilt haben.
Cyprianus scheint Albinus auch deshalb angeklagt zu haben, weil dieser Teil der traditionsreichen und sehr wohlhabenden senatorischen Schicht war (wie auch Boethius), die andere Ziele verfolgte als der Aufsteiger Cyprianus. Das Motiv war in diesem Sinne wohl nicht zuletzt die Absicherung der eigenen politischen Stellung bei Hofe. Es scheint des Weiteren so gewesen zu sein, dass Albinus, trotz der von ihm zuvor bekleideten hohen Positionen, weit weniger gotenfreundlich eingestellt war als etwa Cyprianus und andere Aufsteiger. In diesem Sinne stellte die alte senatorische Elite nicht nur einen politischen Gegenspieler zur pro-gotischen Hofpartei dar, sondern machte sich auch selbst angreifbar. Für die Mehrheit der senatorischen Führungsschicht wiederum war die Verurteilung ein „Sündenfall“ und belastete das Verhältnis zum König nachhaltig.
Die Karriere des Cyprianus verlief in der Folgezeit jedenfalls weiterhin glänzend. 524/525 fungierte er als Schatzmeister (comes sacrarum largitionum) und stieg damit in den Senat auf. Im Jahr 527 trug er den Titel eines patricius und übte das hohe Amt des magister officiorum aus.